# ساخت ژاپن (آلبوم چندآهنگه)
«ساخت ژاپن» آلبومی از هنرمند اهل ایالات متحده آمریکا بلا تورن و زندیا است.